# Jean Meslier

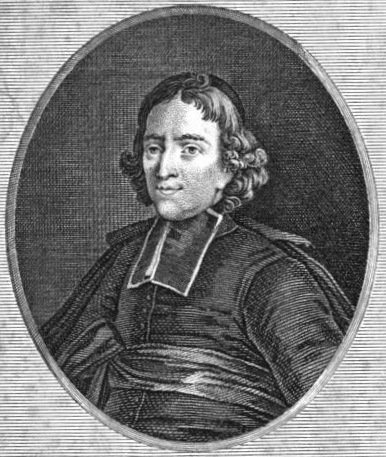
L’abbé Jean Meslier (1664–1729),
der „Atheist im Priesterrock“. Französischer Radikalaufklärer. Fiktives Porträt, Paris 1802

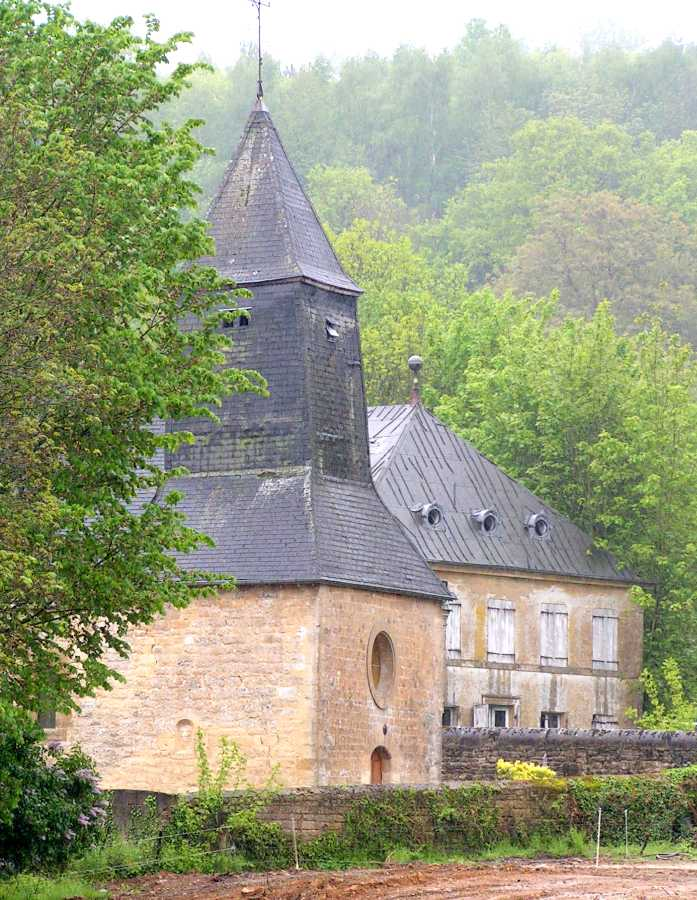
Foto der Kirche in Étrépigny, in der Jean Meslier vierzig Jahre lang als Pfarrer wirkte.

Jean Meslier (mɛlje) (* 15. Juni 1664 in Mazerny (Département Ardennes); † im Frühsommer 1729 im Nachbardorf Étrépigny) war ein französischer katholischer Priester – (Le curé Meslier oder L’abbé Meslier) und Radikalaufklärer aus der Zeit der Frühaufklärung. Meslier war Atheist, er offenbarte aber erst in seinem postum bekanntgewordenen antireligiösen Manifest, dem Mémoire, seine verborgen gehaltenen Überzeugungen. Darin propagierte er einen revolutionären Atheismus und Materialismus. Er entwickelte daraus eine radikale Kirchen-, Religions- und Herrschaftskritik. Der „gottlose Gottesmann“ Meslier forderte als erster eine atheistisch-kommunistische Gesellschaft.  Dieses subversive Mémoire zirkulierte klandestin und übte einen starken Einfluss auf die französischen Aufklärer des 18. Jahrhunderts aus. Er war im Geheimen ein Prophet, welcher die Französische Revolution um 60 Jahre antizipierte. Eine ungekürzte Buchausgabe seines circa 1000-seitigen Mémoire erschien erstmals 1864 in Amsterdam.

## Leben
Jean Meslier wurde als Sohn des Tuchhändlers Gérard Meslier (ca. 1626–1706) und dessen Ehefrau Symphorienne Braidy (ca. 1623–1706) 1664 in Mazerny in den Ardennen geboren. Er hatte drei Schwestern, Jeanne (* 1655), Antoinette (1670–1737) und Marie Meslier (* 1672). Ein Schulmeister lehrte ihn schon vor seinem achten Lebensjahr lesen und schreiben, bei einem Priester erlernte er Latein. 1684 trat er in das Priesterseminar in Reims ein und erhielt dort unter der Leitung des Domherrn Jacques Callou eine theologische Ausbildung. Am 7. Januar 1689 wurde er im Alter von 25 Jahren vom Erzbischof zum Priester geweiht. Noch im selben Jahr wurde ihm die Leitung der Pfarrstellen in Étrépigny und in der Nachbargemeinde Balaives-et-Butz übertragen, 10 km südöstlich von Charleville-Mézières in den Ardennen gelegen. Das Priesteramt übte er bis zu seinem Tod im Jahr 1729 aus.
Meslier empörte sich über die schlechte Behandlung der Bauern seiner Gemeinde durch den adeligen Grundherrn Antoine de Toully und prangerte diese in seinen Predigten an. Antoine de Toully beschwerte sich beim zuständigen Bischof, und der Pfarrer erhielt einen Verweis mit bestimmten Auflagen. Das änderte aber Mesliers Haltung und öffentliche Kritik nicht. Nach erneuten Beschwerden des Grundherrn wurde der Landpfarrer zum Erzbischof nach Reims zitiert und erneut verwarnt, so dass er keine öffentliche Kritik mehr übte. Seitdem verrichtete er seinen Dienst als Priester, schrieb jedoch im Geheimen sein religionskritisches Manuskript von weit über tausend Seiten, das Mémoire des pensées et sentiments. Der Form nach handelt es sich um eine Predigtreihe, wie sie im Barock üblich war, dem Inhalt nach jedoch um eine radikale kirchen- und religionskritische Streitschrift, mit der er sich an alle „Leute von Geist und Autorität“ (wandte), „die Partei der Gerechtigkeit und der Wahrheit zu ergreifen und die schlimmen Irrtümer und Zustände, den abscheulichen Aberglauben und die ganze abscheuliche Tyrannei anzuprangern und zu bekämpfen, bis sie vernichtet wären“.

## Werk

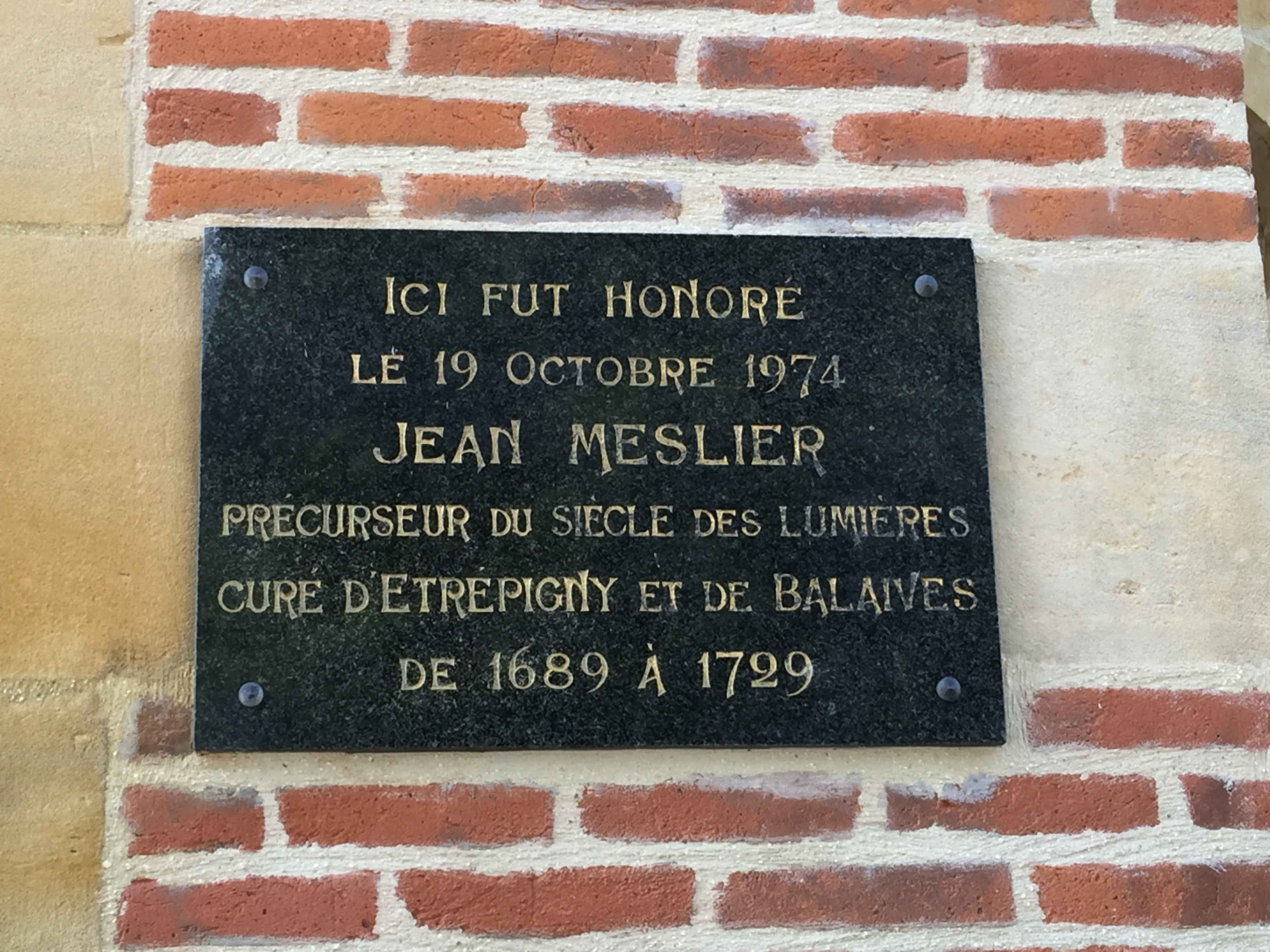
Gedenktafel am Rathaus von Étrépigny zu Ehren von Jean Meslier, einem Vordenker der Aufklärung

### DasMémoire des pensées et sentiments de Jean Meslier
Die erste, dreibändige Originalausgabe aus dem Jahre 1864 von Mesliers Mémoire des pensées et des sentiments de Jean Meslier prêtre curé d’Étrépigny et de Balaives umfasst 99 Kapitel. Der atheistische Pfarrer und Radikalaufklärer Jean Meslier präsentierte darin „acht Beweise für die Eitelkeit und Falschheit aller Religionen“:
1. Die Religionen „sind allesamt nur menschliche Erfindungen, nichts als Irrtümer, Einbildung und Betrug“;
2. „Blinde Gläubigkeit“ ist das Prinzip allen Irrtums und aller Illusionen;
3. Falschheit der „angeblich göttlichen Visionen und Offenbarungen“;
4. „Eitelkeit und Falschheit der angeblichen Prophezeiungen des Alten Testamentes“;
5. „Irrtümer der Lehre und Moral der christlichen Religionen“;
6. „Die christliche Religion duldet die Missbräuche und Tyrannei der großen Herren“;
7. Falschheit der angeblichen „Existenz von Göttern“;
8. Falschheit der Idee der Spiritualität und der Unsterblichkeit der Seele.

Meslier schrieb sein Werk in seinem letzten Lebensjahrzehnt, denn er setzt Fénelons Theodizee Démonstration de l’existence de Dieu (1718 postum erschienen) voraus und widerspricht dessen Gottesbeweisen. Meslier fertigte drei fast gleichlautende Exemplare an. Schon bald kursierten Abschriften in Paris, da eine gedruckte Ausgabe wegen der Zensur nicht möglich war. Das Buch wäre beschlagnahmt und verbrannt worden.
Voltaire besaß ein komplettes Manuskript und machte das „Zeugnis der Wahrheit“ unter den Enzyklopädisten bekannt. Im Jahr 1762 ließ er, ohne sich als Herausgeber erkennen zu geben, stark verkürzte Auszüge aus Mesliers Werk publizieren: Extraits des sentiments de Jean Meslier. Wie aus seinen Briefen hervorgeht, hatte Voltaire Mesliers Werk um 1735 über die Vermittlung seines Bekannten Nicolas-Claude Thieriot kennengelernt. Mesliers ursprünglicher radikaler Atheismus findet sich in der Ausgabe Voltaires verfälscht zu einem vorsichtigen Deismus abgemildert. Diese Kurzversion enthielt keine Kritik am Adel oder Christentum, sondern richtete sich lediglich gegen Machtmissbrauch der Kirche und Aberglauben. Der Aufklärer Baron d’Holbach, der selbst eine atheistische Weltanschauung vertrat, veröffentlichte anonym eine Schrift über Mesliers acht „atheistische Beweise“ (Le bon sens ou Idées naturelles opposées aux idées surnaturelles. 1772).
Eine vollständige Ausgabe Mesliers Mémoire erschien erstmals 1864 in Amsterdam, drei Bände herausgegeben von Rudolf Charles, dem Pseudonym von Rudolf Charles d’Ablaing van Giessenburg. Eine kritische Edition des Mémoire (nach dem autografen Originalmanuskript Fonds français 19460 der Bibliothèque nationale) wurde erst 1970–1972 erstellt. Ebenfalls in drei Bänden von Roland Desné, J. Deprun, Albert Soboul und anderen unter dem Titel Jeans Meslier, Œuvres complètes. Gekürzte deutschsprachige Ausgaben erschienen 1976 und 2005.
Sein im Geheimen verfasstes Mémoire macht Meslier zu einem der herausragenden Vorläufer des Zeitalters der Aufklärung. In der Neuzeit war der Radikalaufklärer Meslier der erste, der einen kompromisslosen Atheismus vertrat. Gleichzeitig entwickelte Meslier frühzeitig einen rigorosen Materialismus und eine von anarchistischen und sozialistischen Gedanken geprägte Konzeption der Gesellschaft. Eine Besonderheit in der Geschichte der Philosophie bleibt, dass Meslier als weitgehend isoliert lebender Pfarrer eines der gewagtesten Dokumente der Aufklärung verfasst hat, das wegen seiner Radikalität beinahe in Vergessenheit geriet. Literaturgeschichten, Schulbücher und Enzyklopädien ignorierten den Radikalaufklärer Meslier noch bis in die 1970/1980er Jahre:

« Le Petit Larousse illustré a toujours ignoré Meslier de la première édition (1907) à la dernière (1973). »

„Le Petit Larousse illustrée hat Meslier immer totgeschwiegen, von der ersten Auflage (1907) bis zur letzten (1973).“

Die subversive Radikalität der Religions- und Herrschaftskritik Mesliers wird deutlich durch ein Zitat, welches die Periode der Terrorherrschaft von 1793 bis 1794 der Französischen Revolution um etwa 60 Jahre antizipiert:

« […] que tous les grands de la Terre et que tous les nobles fussent pendus et étranglés avec les boyaux des prêtres. »

„[…] dass alle Großen der Erde und alle Adligen mit den Gedärmen der Priester erhängt und erwürgt werden sollten.“

### Lettres aux curés du voisinage
Nach dem Tod Mesliers fand man in dessen Wohnung nicht abgeschickte Briefe, welche an die Pfarrer der Nachbar-Gemeinden adressiert waren. Darin fordert Meslier seine Mitbrüder auf, die ihnen anvertrauten Pfarrkinder nicht mehr mit der betrügerischen christlichen Religion in die Irre zu leiten, sondern sie über die Wahrheit dieses Paktes zwischen Religion und Monarchie aufzuklären, der nur der Machterhaltung von Kirche und politisch Herrschenden diene. Sie sollten die Pfarrgemeindemitglieder befähigen, dieses religiöse und politische Joch abzuschütteln und ihre Geschicke selbst in die Hand zu nehmen. Band III der Œuvres complètes enthält diese Briefe.

### Notizen gegen Fénelon
Bei seiner kritischen Lektüre von Fénelons Apologie des Christentums Démonstration de l’existence de Dieu (Beweis der Existenz Gottes) hinterließ Jean Meslier zahlreiche Randnotizen in diesem Buch. Sie wurden 1972 im Band III der Œuvres complètes, Herausgeber Roland Desné, Jean Deprun und anderen, unter dem Titel Anti-Fénelon veröffentlicht. Eine Einzelausgabe von 2010 dieser Notizen erschien unter dem zurückhaltenderen Titel Notizen gegen Fénelon (Notes contre Fénelon), denn bei der Randnotizen handelt es sich um keine ausgearbeitete Argumentation gegen die vier Argumente Fénelons für die Existenz Gottes, die auf Thomas von Aquin, Anselm von Canterbury und Descartes aufbauen: 1. das Argument aus der Unvollkommenheit der menschlichen Wesen, 2. aus der Idee des Unendlichen, 3. aus der Idee des notwendigen Seins (als ontologischer Gottesbeweis bekannt), 4. aus den ewigen, notwendigen und unveränderlichen Ideen. Oft sind es nur kurze Notizen wie „Vergebliche Grübelei“. Zu Fénelons begeisterter Beschreibung der Schöpfung, in der er die ordnende Hand des Schöpfers sah, schrieb Meslier den einen Satz: „Die Hand, die er zu sehen glaubt, ist eine eingebildete Hand.“ In dieser Verwerfung der Religion als Illusion ist er ein Vorläufer Feuerbachs. Dem metaphysischen Denken Fénelons kann Meslier auf Grund seiner Voraussetzungen nicht folgen. So schreibt er etwa in einer Randnotiz: „Der Unbewegliche bewegt nichts“, weil er göttliches Wirken physikalistisch als eine räumlich-zeitliche Ursache fasst. Und dementsprechend ist für ihn nur Zeitlich-Räumliches vorstellbar, wenn er etwa schreibt: „Es gibt keine andere wahre Unendlichkeit als die Unendlichkeit der Ausdehnung, die Unendlichkeit der Anzahl und die Unendlichkeit der Dauer“. Ewigkeit als überzeitliche, alle Endlichkeit und alles Nacheinander ausschließende Gegenwart, verwirft er. Dementsprechend verwirft er die Existenz eines aus sich seienden und ewigen Seins als Ursprung alles Seienden, also die Existenz Gottes. Man kann sich vorstellen, mit welcher Bitterkeit er täglich als Priester, denn an seinem Amt hielt er ja bis zu Schluss fest, in der Messe die Feier dieses Gottes zelebrierte.

## Werkausgaben

### Auf Französisch
- 1773: Testament de Jean Meslier. Nouvelle Édition. In:  La Bibliotheque du bon Sens portatif, Band 3, Londres, 1773
- 1864: Le Testament de Jean Meslier, curé de’Étrépigny et de But en Champagne, décédé en 1733 (sic), veröffentlicht und mit einem Vorwort versehen von Rudolf Charles d’Ablaing van Giessenburg, Amsterdam 1864. Erste vollständige Ausgabe des Manuskripts. Im Volltext (französisch): Band 1, Band 2, Band 3, Google Books
- 1970–1972 Die heute maßgebliche Kritische Ausgabe: Jean Meslier, Œuvres complètes. Édition animée et coordonnée par Roland Desné. 3 Bände, Éditions Anthropos, Paris 1970–1972. Ausgabe nach dem autografen Manuskript Fonds français 19460 der Bibliothèque nationale
- 2010: Jean Meslier, Curé d’Étrépigny. Mémoire contre la religion. Herausgeber: Jean-Pierre Jackson, Alain Toupin. Ausgabe ebenfalls nach dem Manuskript MS 19460, éditions CODA, ISBN 978-2-84967-027-9.

### Übersetzungen ins Deutsche
- 1976: Das Testament des Abbé Meslier. Herausgegeben und eingeleitet von Günther Mensching, Suhrkamp Verlag, Frankfurt am Main 1976, ISBN 3-518-06000-7.
- 2005: Das Testament des Abbé Meslier. Die Grundschrift der modernen Religionskritik. Neu herausgegeben und eingeleitet von Hartmut Krauss, Hintergrund Verlag, Osnabrück 2005, ISBN 3-00-015292-X, Inhaltsverzeichnis, Hintergrund-Verlag.